# Ferraiuolo

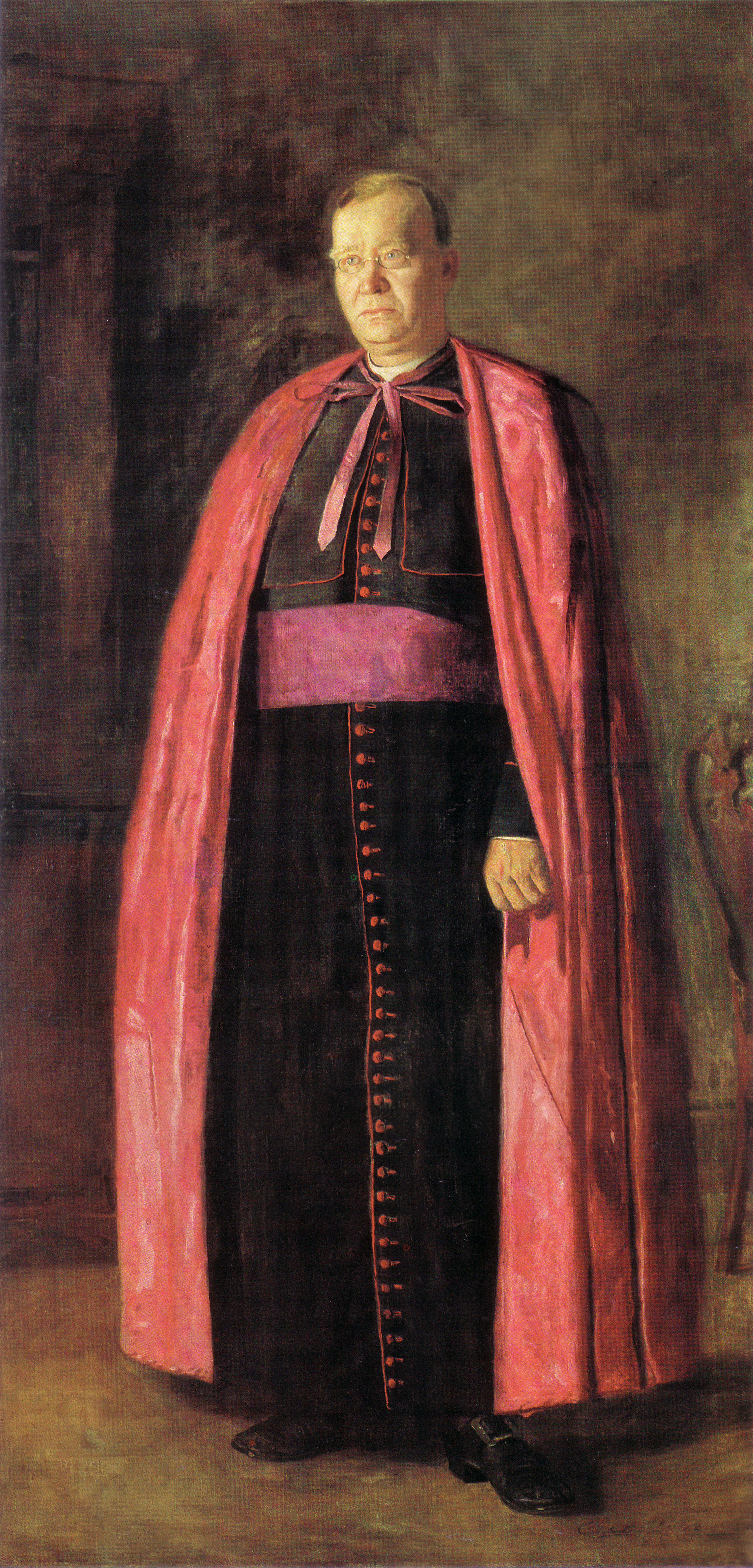
Een kardinaal met rode ferraiuolo

De ferraiuolo (ook: ferraiolone) is een soort wijde cape die door katholieke geestelijken gedragen wordt. De mouwloze mantel heeft een lengte tot aan de enkels en is op het borstbeen met een enkele lus samengebonden.
De ferraiuolo bestaat in drie kleuren naargelang de rangorde van de geestelijke: zwart voor priesters, paars voor bisschoppen en rood voor kardinalen.
De ferraiuolo wordt niet tijdens liturgische plechtigheden gedragen.